# Europees Platform
Europees Platform werd in 1990 als stichting opgericht met als doel de internationalisering van het Nederlandse onderwijs te versterken op scholen voor primair en voortgezet onderwijs en (initiële) opleidingen voor leraren. In 2015 fuseerde de stichting met Nuffic.

## Geschiedenis
De stichting werd in 1990 opgericht als ‘Europees Platform voor het Nederlandse Onderwijs’. De  minister van Onderwijs & Wetenschappen stelde het in als nationaal samenwerkingsverband. 
Vanaf 1 januari 1994 viel de stichting onder de onderwijskoepelorganisaties Nederlandse Algemeen Bijzondere Schoolraad (NABS), de Nederlandse Katholieke Schoolraad (NKSR), de Nederlandse Protestants-Christelijke Schoolraad (NPCS) en het Contactcentrum Bevordering Openbaar Onderwijs (CBOO) / Vereniging van Nederlandse Gemeenten (VNG).

## Internationalisering
Het platform streefde ernaar de internationalisering in het Nederlandse onderwijs te stimuleren en op die manier bij te dragen aan de kwaliteit van het onderwijs. Het ondernam diverse activiteiten, waaronder het functioneren als agentschap voor gesubsidieerde internationaliseringprogramma’s. Hierbij valt te denken aan het programma Socrates dat wordt gefinancierd door de Europese Commissie, en aan programma’s gefinancierd door het Nederlandse Ministerie van Onderwijs.